# Anoplodactylus tuberculosus
Anoplodactylus tuberculosus är en havsspindelart som beskrevs av Turpaeva 2006. Anoplodactylus tuberculosus ingår i släktet Anoplodactylus och familjen Phoxichilidiidae. Inga underarter finns listade i Catalogue of Life.